# Montdardier
Montdardier település Franciaországban, Gard megyében. Lakosainak száma 198 fő (2022. január 1.). Montdardier Molières-Cavaillac, Arre, Blandas, Pommiers, Rogues, Saint-Laurent-le-Minier és Gorniès községekkel határos.

## Népesség
A település népességének változása:
| Lakosok száma | 215  | 178  | 157  | 192  | 205  | 206  | 201  | 195  | 191  | 198  |
|               | 1968 | 1982 | 1990 | 2006 | 2013 | 2015 | 2017 | 2019 | 2020 | 2022 |